# 福岡県道28号直方行橋線
福岡県道28号直方行橋線（ふくおかけんどう28ごう のおがたゆくはしせん）は、福岡県直方市から行橋市に至る県道（主要地方道）である。

## 概要
直方市大字頓野から行橋市大字辻垣に至る。
直方市中心部から北東に進み、北九州市小倉南区南部の山間部から南東方向に進み、山を越えて行橋市に入り、市の中心部を抜けて国道10号に接続する。
直方市大字上頓野の竜王峡と北九州市小倉南区道原の菅生の滝の間に未開通区間が残っており、当道路を使い直方市と北九州市の間を通ることはできない。沿線には北九州国定公園平尾台があり、カルスト台地・鍾乳洞が散在する観光道路としても利用される。ちなみに直方市側起点から竜王峡までの供用区間で、県道案内標識が一枚も無い。

### 路線データ
- 起点：福岡県直方市大字頓野（西尾交差点、国道200号交点）
- 終点：福岡県行橋市大字辻垣（辻垣交差点、国道10号交点）

## 歴史
- 1954年（昭和29年）1月20日 - 建設省（現・国土交通省）が主要地方道直方行橋線を指定。
- 1955年（昭和30年）1月25日 - 福岡県が主要県道16号直方行橋線を認定。
- 1973年（昭和48年）3月1日 - 整理番号を「16」から「28」へ変更。
- 1993年（平成5年）5月11日 - 建設省から、主要県道直方行橋線が直方行橋線として主要地方道に再指定される[1]。

## 路線状況
直方市では中心市街地の東側にある西尾交差点を起点とし、北東に進む。途中で国道200号バイパスを越え、北東端の竜王峡が終端となり、その先は未開通区間となっている。
北九州市小倉南区ではまず菅生の滝から国道322号との交差地点まで山間部の狭隘路を東進する。途中で櫨ヶ峠（はぜがとうげ）隧道を通る。一度国道322号に合流して南進し、平尾台入り口西交差点で左折して南東に進む。小倉南部に位置するカルスト台地である平尾台を通過しており、最高所で標高約700 mの台地に点在する白い石灰岩が露出している風景を通り抜けているこの付近の道路は「平尾台道路」ともよばれている。平尾台からは峠道を越えて行橋市に入る。
行橋市では山を下りて東進し、中津熊交差点で国道201号と合流し行橋市の中心部を通る。行橋市行事交差点で右折して国道201号と分かれて行橋市の中心市街地を南進し、今川を渡り左にカーブして南東に向きを変える。祓川を渡った先の国道10号旧道・行橋バイパスとの交点の辻垣交差点が終点。

### 重複区間
- 福岡県道258号呼野道原徳吉線（北九州市小倉南区大字道原）
- 国道322号旧道（北九州市小倉南区大字新道寺 - 北九州市小倉南区大字木下・平尾台入口西交差点）
- 福岡県道64号苅田採銅所線（行橋市大字高来・平尾台入口交差点 - 行橋市大字長尾・長尾交差点）
- 国道201号（行橋市大字中津熊・行橋市中津熊交差点 - 行橋市行事1丁目・行橋市行事交差点）

### 道路施設

#### 橋梁
- 中央橋（近津川、直方市）
- 梨本橋（東谷川、北九州市小倉南区）
- 内の蔵橋（内之蔵川、行橋市）
- 平尾2号橋（内之蔵川、行橋市）
- 平尾一号橋（千佛川、行橋市）
- 落合橋（小波瀬川、行橋市）
- 長音寺橋（長峡川、行橋市）
- 津の熊橋（長峡川、行橋市）
- 亀川橋（長峡川、行橋市）
- 豊国橋（今川、行橋市）
- 蔵丸橋（江尻川、行橋市）
- 辻垣橋（祓川、行橋市）

#### トンネル
- 櫨ヶ峠（はぜがとうげ）隧道：延長280 m、1931年（昭和6年）竣工、北九州市小倉南区

## 地理

### 通過する自治体
- 直方市
- 北九州市（小倉南区）
- 行橋市

### 交差する道路
| 交差する道路                                        | 市町村名 | 市町村名 | 交差する場所 | 交差する場所         |
| --------------------------------------------------- | -------- | -------- | ------------ | -------------------- |
| 国道200号                                           | 直方市   | 直方市   | 大字頓野     | 西尾交差点 / 起点    |
| 国道200号 / バイパス                                | 直方市   | 直方市   | 大字頓野     |                      |
| 未供用区間                                          |          |          |              |                      |
| 福岡県道258号呼野道原徳吉線 重複区間起点            | 北九州市 | 小倉南区 | 大字道原     |                      |
| 福岡県道258号呼野道原徳吉線 重複区間終点            | 北九州市 | 小倉南区 | 大字道原     |                      |
| 国道322号 / 旧道 重複区間起点                       | 北九州市 | 小倉南区 | 大字新道寺   |                      |
| 国道322号 / 旧道 重複区間終点                       | 北九州市 | 小倉南区 | 大字木下     | 平尾台入口西交差点   |
| 国道322号                                           | 北九州市 | 小倉南区 | 大字木下     | 平尾台入口交差点     |
| 福岡県道64号苅田採銅所線 重複区間起点               | 行橋市   | 行橋市   | 大字高来     | 平尾台入口交差点     |
| 福岡県道64号苅田採銅所線 重複区間終点               | 行橋市   | 行橋市   | 大字長尾     | 長尾交差点           |
| 国道201号                                           | 行橋市   | 行橋市   | 大字吉国     | 行橋IC北交差点       |
| 国道201号 重複区間起点                              | 行橋市   | 行橋市   | 大字中津熊   | 行橋市中津熊交差点   |
| 国道496号 福岡県道255号山口行橋線                   | 行橋市   | 行橋市   | 大字草野     | 草野交差点           |
| 国道201号 重複区間終点                              | 行橋市   | 行橋市   | 行事1丁目    | 行橋市行事交差点     |
| 福岡県道211号行橋停車場線 福岡県道246号沓尾大橋線   | 行橋市   | 行橋市   | 大橋1丁目    | 川越交差点           |
| 福岡県道34号行橋添田線                              | 行橋市   | 行橋市   | 門樋町       | 豊国橋（今川）交差点 |
| 福岡県道249号中州平田線 福岡県道250号長尾稗田平島線 | 行橋市   | 行橋市   | 大字今井     | 行橋市竹田交差点     |
| 国道10号                                            | 行橋市   | 行橋市   | 大字辻垣     | 辻垣交差点 / 終点    |

### 交差する鉄道
- 日田彦山線
- 日豊本線

### 沿線
- 福岡県立筑豊高等学校
- ゆめマート頓野店
- 直方中村病院 認知症医療センター
- 老人ホーム 丹頂園
- 直方市立上頓野小学校
- 竜王峡
- 菅生の滝
- 道原貯水池
- 平尾台
  - 千仏鍾乳洞
  - 光水鍾乳洞
- 北九州子どもの村小学校・中学校
- 行橋市立長峡中学校
- 行橋市増田美術館
- 行橋郵便局
- 西鉄バス北九州・行橋自動車営業所
- 福岡県立京都高等学校
- ゆめタウン南行橋
- 行橋記念病院
- スーパーセンタートライアル行橋店